# Shorttrack op de Olympische Winterspelen 2018 - Relay vrouwen
De 3000 meter relay voor vrouwen tijdens de Olympische Winterspelen 2018 vonden plaats op 10 en 20 februari in het Gangneung Ice Arena in Gangneung, Zuid-Korea.

## Tijdschema
| Datum       | Lokale tijd | MET   | Ronde         |
| ----------- | ----------- | ----- | ------------- |
| 10 februari | 20:52       | 12:52 | Halve finales |
| 20 februari | 20:33       | 12:33 | Finale        |

## Uitslag

### Halve finales
Heat 1
| # | Naam                                                                               | Land | Tijd     | Opm. |
| - | ---------------------------------------------------------------------------------- | ---- | -------- | ---- |
| 1 | Shim Suk-hee Kim Ye-jin Lee Yu-bin Choi Min-jeong                                  | KOR  | 4:06.387 | QA   |
| 2 | Marianne St-Gelais Jamie Macdonald Kim Boutin Kassandra Bradette                   | CAN  | 4:07.627 | QA   |
| 3 | Bernadett Heidum Andrea Keszler Petra Jászapáti Sára Bácskai                       | HUN  | 4:09.555 | QB   |
| 4 | Jekatarina Konstantinova Sofia Prosivirnova Jekaterina Jefremkova Jemina Malagitsj | OAR  | 4:21.973 | QB   |

Heat 2
| # | Naam                                                                | Land | Tijd        | Opm. |
| - | ------------------------------------------------------------------- | ---- | ----------- | ---- |
| 1 | Han Yutong Qu Chunyu Fan Kexin Zhou Yang                            | CHN  | 4:05.315 OR | QA   |
| 2 | Lucia Peretti Cecelia Maffei Martina Valcepina Arianna Fontana      | ITA  | 4:05.918    | QA   |
| 3 | Lara van Ruijven Yara van Kerkhof Suzanne Schulting Jorien ter Mors | NED  | 4:05.977    | QB   |
| 4 | Yuki Kikuchi Hitimo Saito Sumire Kikuchi Ayuko Ito                  | JPN  | 4:12.664    | QB   |

### Finales
A-Finale
| #      | Naam                                                             | Land | Tijd     | Bijz. |
| ------ | ---------------------------------------------------------------- | ---- | -------- | ----- |
| Goud   | Choi Min-jeong Kim A-lang Shim Suk-hee Kim Ye-jin                | KOR  | 4:07.361 |       |
| Zilver | Arianna Fontana Lucia Peretti Cecelia Maffei Martina Valcepina   | ITA  | 4:15.901 |       |
| -      | Marianne St-Gelais Valérie Maltais Kim Boutin Kassandra Bradette | CAN  |          | PEN   |
| -      | Fan Kexin Zhou Yang Qu Chunyu Li Jinyu                           | CHN  |          | PEN   |

B-Finale
| #     | Naam                                                                               | Land | Tijd        | Bijz. |
| ----- | ---------------------------------------------------------------------------------- | ---- | ----------- | ----- |
| Brons | Yara van Kerkhof Lara van Ruijven Suzanne Schulting Jorien ter Mors                | NED  | 4:03.471 WR |       |
| 4     | Zsófia Kónya Andrea Keszler Petra Jászapáti Sára Bácskai                           | HUN  | 4:03.603    |       |
| 5     | Jekatarina Konstantinova Sofia Prosvirnova Jekaterina Jefremenkova Emina Malagitsj | OAR  | 4:08.838    |       |
| 6     | Shione Kaminaga Yuki Kikuchi Hitimo Saito Sumire Kikuchi                           | JPN  | 4:13.072    |       |